# メゾン＝アルフォール
メゾン＝アルフォール （Maisons-Alfort）は、フランス、イル＝ド＝フランス地域圏、ヴァル＝ド＝マルヌ県のコミューン。パリ郊外の南東約3キロメートルのところにある。マルヌ川の南岸に位置する。北をA4、南をA86といった主要道が通るため、イル＝ド＝フランス内の移動が非常にしやすい。

## 交通
- 鉄道 - RER D線メゾン＝アルフォール＝アルフォールヴィル駅、ル＝ヴェール・ド・メゾン駅。パリメトロ8号線メゾン＝アルフォール駅。
- ヴォゲオ

## 由来

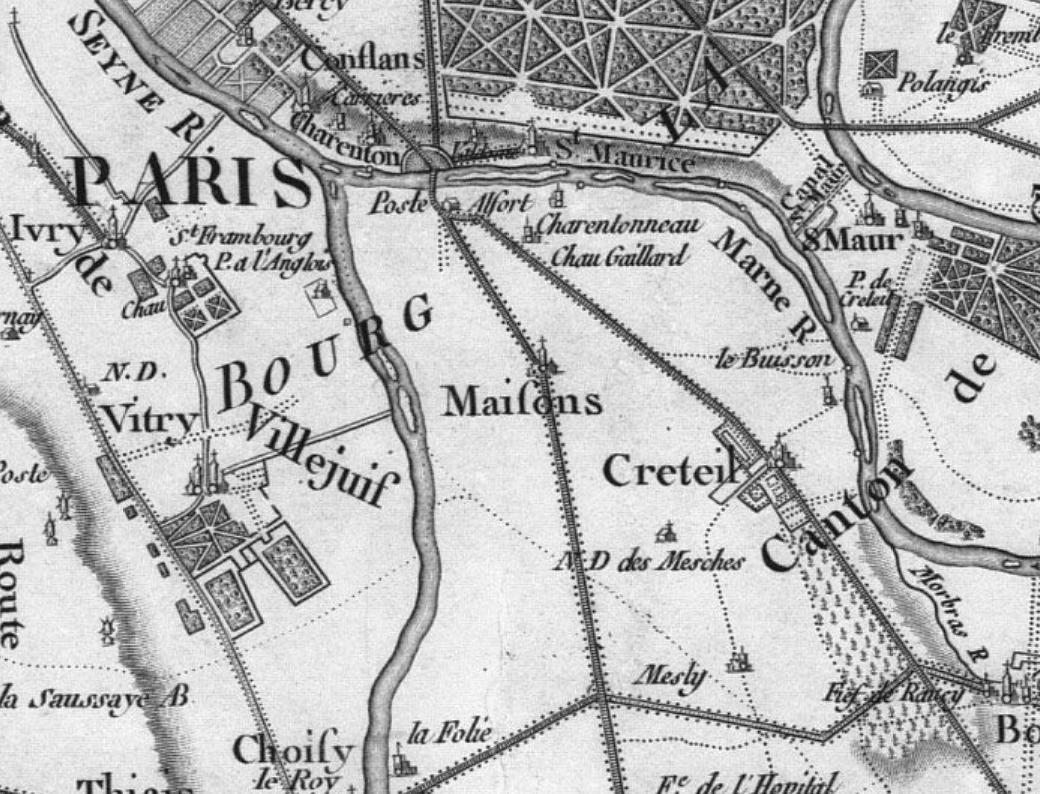
18世紀のカッシーニ地図に描かれたメゾン＝アルフォール

地名はマルヌ川とセーヌ川の合流地点に最初に住んだ人々と事実上つながりがあり、時を経て変わっていった。コミューンの名であるメゾンは複数形であるles Maisonsの一部であり、これはかつてのローマ街道沿いにあった休憩所、mansioに由来する。Alfortとは、コミューンの中にあった村Harefortが原型である。このHarefortとは、ヘリフォード（英語でHareford）司教ピーター・オブ・エグブランチがこの地に所領を持っていたことにちなむ。HarefortとはHarefordのフランス語形である。時がたつにつれ名前は変化し、1612年にはHallefortとなり18世紀以降Alfortとなった。

## 歴史
1994年、メゾン＝アルフォールで旧石器時代、新石器時代の遺物の出土が見られた。マルヌ川右岸一帯では、墓地や巨石記念物が見つかっている。
988年の憲章の中で、Mansionesという名の村の記述が見られる。この憲章では、ユーグ・カペーがマンシオネスの土地をサン＝モール＝デ＝フォッセの修道院へ寄進する内容が書かれていた。これにより4年後の992年、ローマ教皇ヨハネス15世はecclesium Mansionibusという教会を建てた。
シャラントンの橋に近いメゾン＝アルフォールは、百年戦争、ユグノー戦争で戦場となった。この時代のメゾン＝アルフォール住民の暮らしについてははっきりとわかっていない。
1814年3月、アルフォール獣医学校（fr。ルイ15世時代につくられた世界最古の獣医学校。現在はフランス農業省管轄の高等教育機関）がメゾン＝アルフォールの軍事キャンプ内へ移転した。半ば軍人としての教育も受けていた学生たちは、敵がシャラントン橋を狙えばその防衛に駆り出されていた。
1885年4月、メゾン＝アルフォールの面積約4割を占める部分が分離され、アルフォールヴィルとなった。
1988年6月27日夕方に発生した、パリのリヨン駅での列車衝突事故は死者56人、負傷者57人を出す惨事となった。メゾン＝アルフォールを経由してムランとの間を走る通勤列車と衝突したため、電車の運転手を含む大勢の犠牲者がメゾン＝アルフォールの住民であった。

## みどころ
- シャラントン砦 - アドルフ・ティエールの首都防衛構想に添って1842年に作られた。現在はフランス国家憲兵隊が管理。
- フラゴナール博物館 - 獣医学校に併設されている。動物の剥製などを展示。
- サン＝レミ教会 - 教区教会。

メゾン＝アルフォールは、一般に開放されている緑地が34ヘクタールある。歩行者道がマルヌ川沿い4kmにわたって続く。メゾン＝アルフォールは、2006年度の花のまちコンクールで花4つを獲得している。

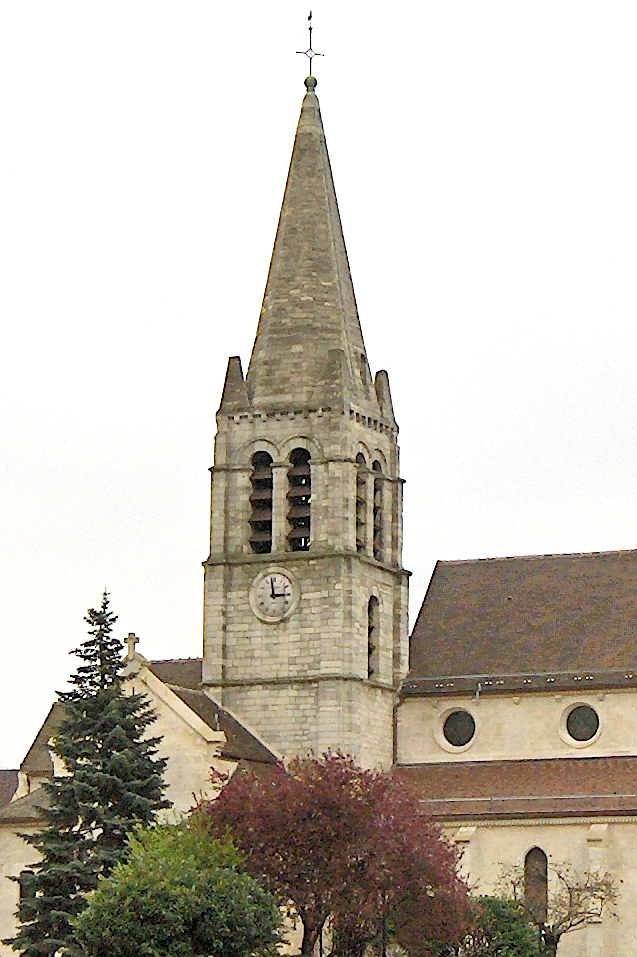
サン＝レミ教会
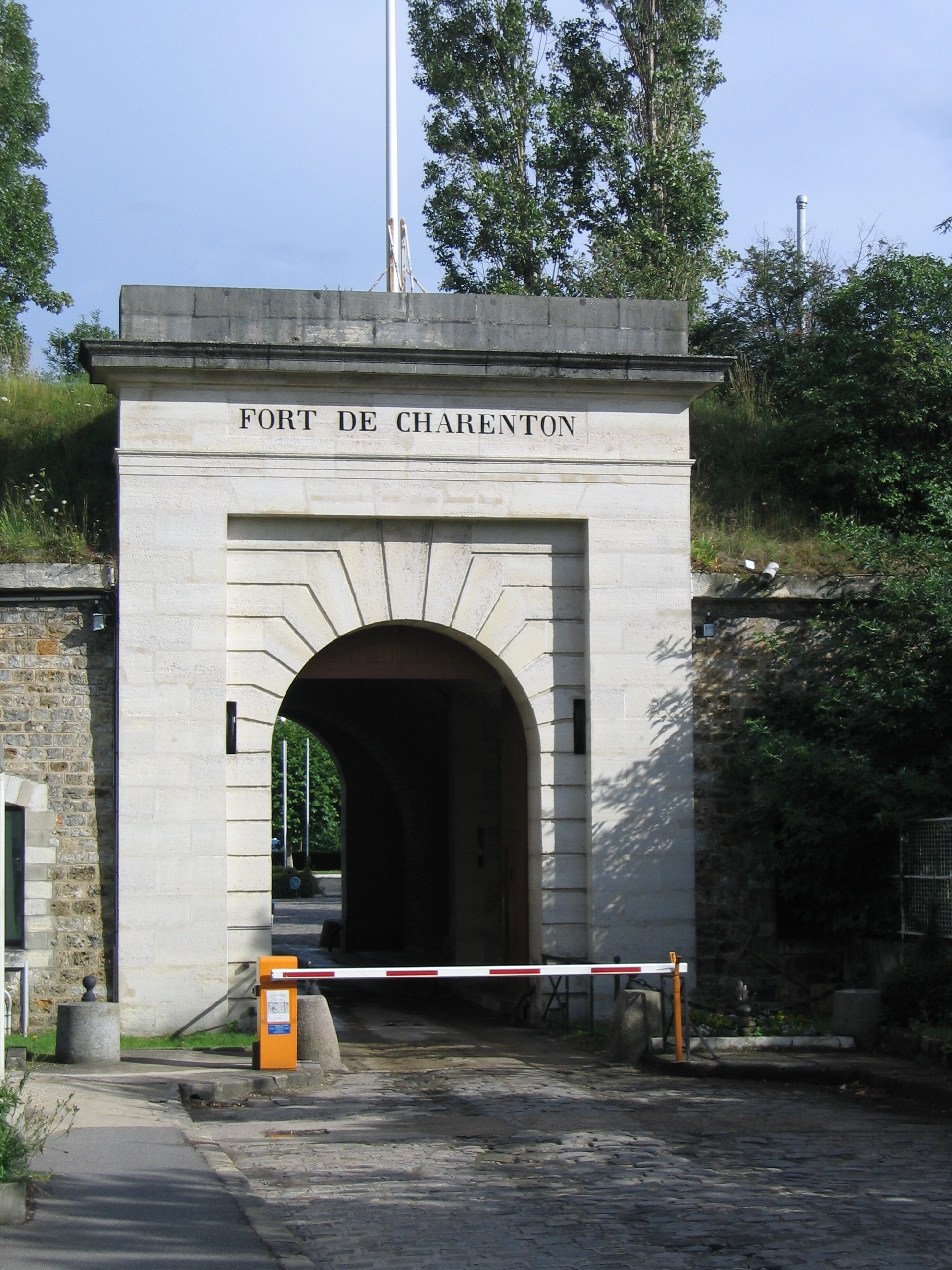
シャラントン砦
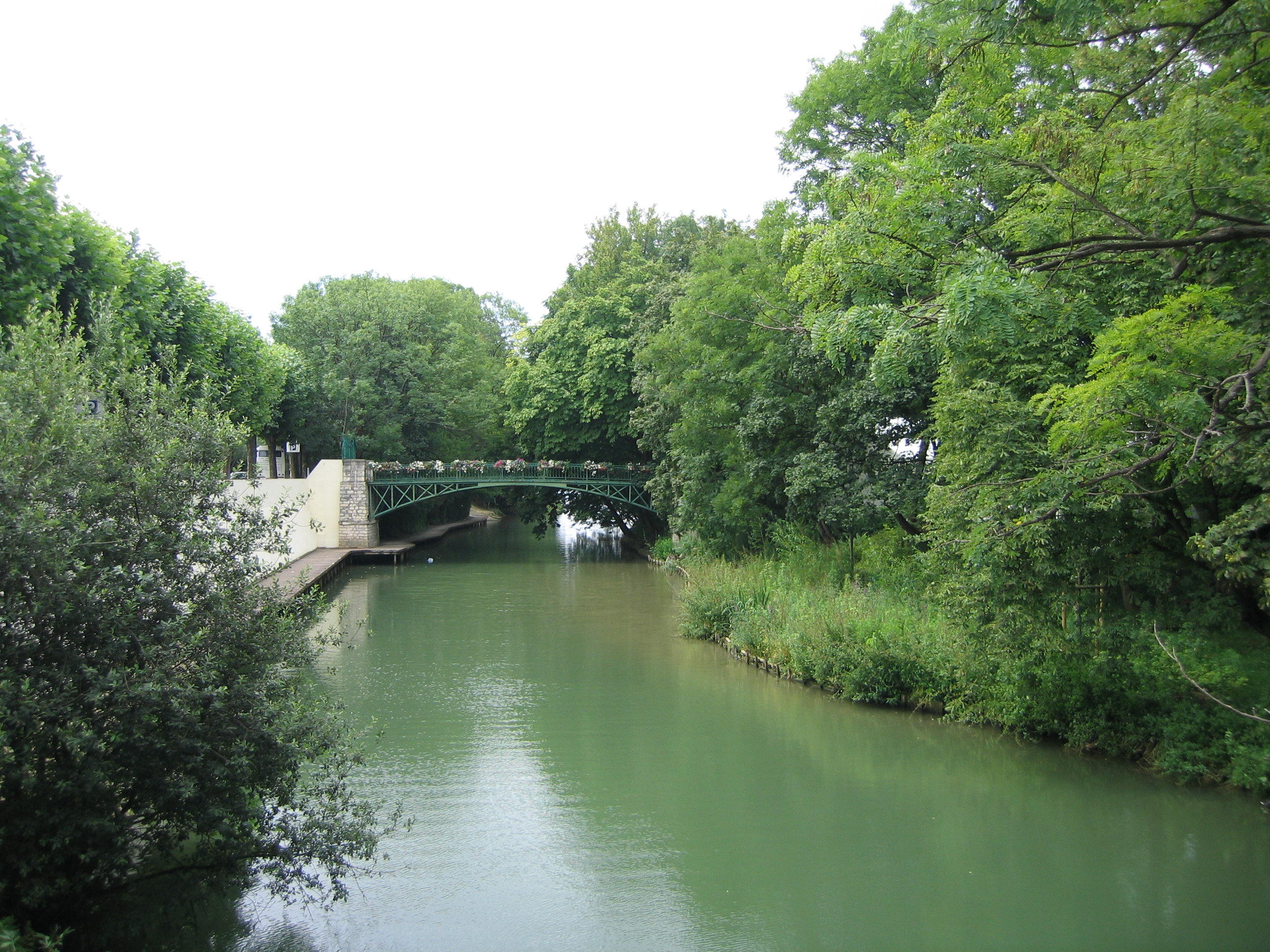
マルヌ川に浮かぶシャラントンノー島
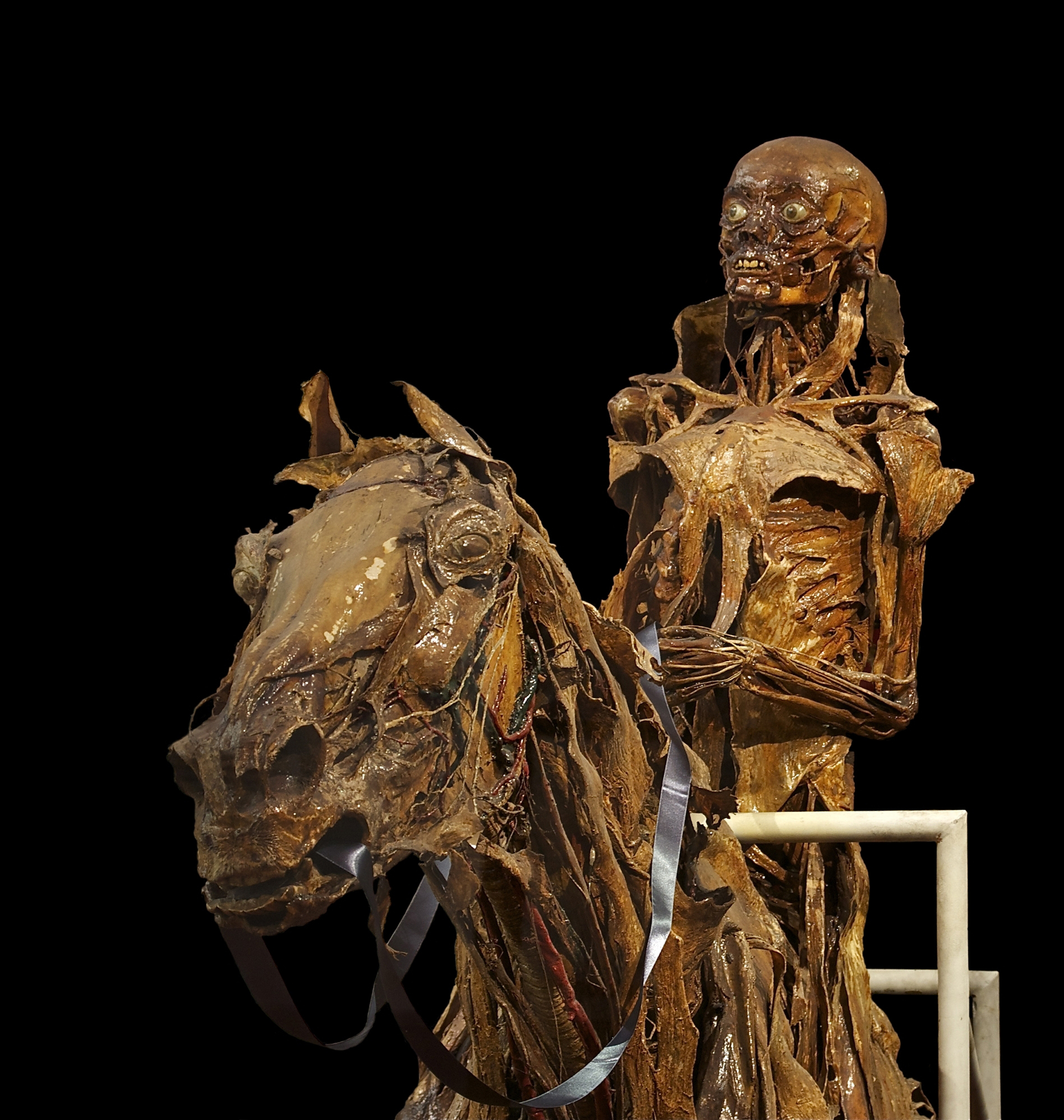
フラゴナール博物館

## 姉妹都市
- メールス、ドイツ